# 須賀晴海
須賀 晴海（すが はるみ、4月9日 -）は、日本の女性声優。大阪府出身。旧芸名は晴海（はるみ）。
以前はオフィス野沢に所属していた。

## 出演作品

### テレビアニメ
2005年
- BLACK CAT（アヤ、女性）
- 頭文字D Fourth Stage

2006年
- 天保異聞 妖奇士（弟）

2008年
- きらりん☆レボリューション STAGE3（女の子、観客、継母役園児、スタイリスト、ショップスタッフ、ショップ店員、アン、クラスの女子、プラネタリウムナレーション）
- クレヨンしんちゃん（女子アナ、TVのナレーション）
- あたしンち（里田もい）

2009年
- 極上!!めちゃモテ委員長（周防智代、アナウンス）
- こんにちは アン 〜Before Green Gables（サディ）

### ゲーム
- 幻想水滸伝シリーズ
  - 幻想水滸伝IV（ミレイ、ルネ）
  - Rhapsodia（ミレイ）
- リアルロデ（シュカ）